# نب تولا
نب تولا (1 أكتوبر 1996 بكمبوديا - ) هو لاعب كرة قدم كمبودي في مركز الهجوم. شارك مع منتخب كمبوديا تحت 21 سنة لكرة القدم ومنتخب كمبوديا تحت 23 سنة لكرة القدم ومنتخب كمبوديا لكرة القدم. أما مع النوادي، فقد لعب مع نادي سفاي رينغ.

## وصلات خارجية
- نب تولا على موقع قاعدة بيانات كرة القدم.إي يو (الإنجليزية)
- نب تولا على موقع ناشيونال فوتبول تيمز (الإنجليزية)
- نب تولا على موقع Soccerway.com (الإنجليزية)